# Henrik Marczali

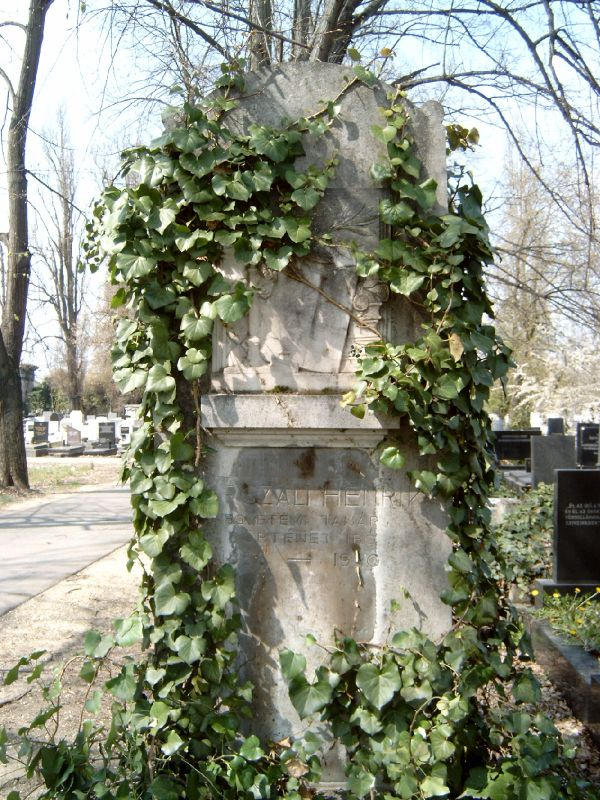
Henrik Marczalis gravställe

Henrik Marczali, född 3 april 1856 i Marcali, död 21 juli 1940 i Budapest, var en ungersk historiker.
Marczali var professor i medeltidshistoria vid Budapests universitet. Han författade - på ungerska - ett stort antal arbeten i äldre och nyare ungersk historia, till exempel "Ungerns historia under Josef II:s tid" (tre band, 1882-88), tre band i det av Sándor Szilágyi utgivna samlingsverket "Ungerska nationens historia", "Maria Theresia" (1891) och "Nyaste tidens historia" (1892). På tyska utgav han bland annat Ungarische Verfassungsgeschichte (1910). Jämte A. Mika och D. Angyal utgav han 1892 en "Källhandbok till den ungerska historien", och han medverkade även i en ungersk "Stor illustrerad världshistoria" i tolv band.